# Jankel Adler

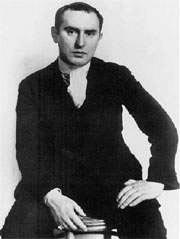
Jankel Adler in den 1930er Jahren

Jankel Adler (* 26. Juli 1895 in Tuszyn, Russisches Kaiserreich; † 25. April 1949 in Aldbourne, Wiltshire, England; eigentlich Jankiel Adler) war ein polnischer Maler und Graveur jüdischen Glaubens. Er gehörte zu den durch den Nationalsozialismus verfemten und verfolgten Künstlern.

## Leben
Jankel Adler wurde als siebtes von zehn Kindern in Tuszyn (nahe Lodz) geboren und wuchs in der Welt des chassidischen Judentums auf. 1912 begann er eine Lehre als Graveur bei seinem Onkel in Belgrad. Nach Reisen durch den Balkan siedelte er 1914 nach Deutschland über und wohnte zunächst bei seiner Schwester in Barmen. Dort studierte er an der Kunstgewerbeschule in der Malklasse bei Gustav Wiethüchter. Von 1918 bis 1919 ging er zurück nach Łódź. Dort war er Mitgründer der Avantgarde-Künstlergruppe Jung Jiddisch und stellte beim Stowarzyszenie Artystów i Zwolenników Sztuk Pięknych aus. 1920 hielt er sich für kurze Zeit in Berlin auf. Er hatte dort Kontakt mit vielen Künstlern, u. a. mit Marc Chagall. 1921 kehrte er nach Barmen zurück und war dort Mitglied der Künstlergruppe Die Wupper.
1922 verlegte er für mehrere Jahre seinen Wohnsitz nach Düsseldorf, wo er zusammen mit Paul Klee an der Kunstakademie unterrichtete. Bereits in den frühen 1920er Jahren beteiligte er sich an den Aktivitäten der Düsseldorfer, Kölner und zeitweilig auch der Berliner Avantgarde-Gruppen. So engagierte er sich in der Novembergruppe, in der Vereinigung Das Junge Rheinland, in der Union fortschrittlicher internationaler Künstler und in der Rheingruppe. Er war Mitbegründer der Gruppe progressiver Künstler in Köln. 1928 erhielt er für sein Bild Katzen die Goldene Medaille der Ausstellung Deutsche Kunst Düsseldorf. 1929 stellte er zusammen mit Erich Heckel in der Galerie Schames in Frankfurt aus. 1929 und 1930 war er auf Studienreisen auf Mallorca und auf dem spanischen Festland.
Jankel Adler bezog 1931 in der Düsseldorfer Akademie ein Atelier, das er 1933 wieder aufgab, als er auf Anraten von Freunden Deutschland verließ. Mit links stehenden Künstlern und Intellektuellen hatte Adler zuvor in Düsseldorf während des Wahlkampfes zur Reichstagswahl März 1933 im Februar einen „dringenden Appell“ gegen die Politik der Nationalsozialisten und für den Kommunismus veröffentlicht. Adlers politische Haltung konnte man eher als eine Art anarchistischen Kommunismus bezeichnen, dem nichts ferner lag als die Unterwerfung unter eine damals bereits die KPD beherrschende leninistische Parteidisziplin.
Seine mutmaßlich letzte Ausstellung dürfte 1933 im Künstlerhaus Hannover die 101. Große Frühjahrsausstellung des Kunstvereins Hannover gewesen sein. Adler flüchtete zunächst nach Paris und fasste sein Exil als einen bewussten Kampf gegen das faschistische Regime in Deutschland auf. Zahlreiche Reisen führten ihn in den nächsten Jahren nach Polen, Italien, Jugoslawien, in die Tschechoslowakei, nach Rumänien und in die Sowjetunion.
1939, mit Ausbruch des Zweiten Weltkriegs, meldete er sich freiwillig zu den polnischen Streitkräften, die in Frankreich aufgestellt wurden, und gelangte mit diesen auf dem Rückzug nach Schottland. 1941 wurde er aus gesundheitlichen Gründen aus dem Wehrdienst entlassen. Er lebte anschließend in Kirkcudbright in Schottland. 1943 siedelte er nach London über.
Nach dem Krieg erfuhr er, dass keines seiner neun Geschwister den Holocaust überlebt hatte.

## Verfemung und Beschlagnahme
Bereits 1933 wurden zwei von Adlers Bildern in der ersten Femeausstellung der Nationalsozialisten Kulturbolschewistische Bilder in der Mannheimer Kunsthalle als „entartet“ gezeigt. 1937 wurden im Rahmen der deutschlandweiten konzertierten Aktion „Entartete Kunst“ aus dem zur Berliner Nationalgalerie gehörigen Kronprinzen-Palais, dem Schlesischen Museum der Bildenden Künste Breslau, der Kunstsammlungen der Stadt Düsseldorf, dem Museum Folkwang Essen, dem Städelschen Kunstinstitut und Städtische Galerie Frankfurt/Main, dem Städtischen Museum Hagen, dem Wallraf-Richartz-Museum Köln, dem Kaiser-Wilhelm-Museum Krefeld, der Städtischen Kunsthalle Mannheim, der Bayerischen Staatsgemälde-Sammlung München, dem Staatliches Museum Saarbrücken und der Ruhmeshalle Wuppertal-Barmen 27 Werke Adlers beschlagnahmt. Vier davon wurden in der gleichnamigen Ausstellung in München vorgeführt. Im selben Jahr wurden zudem zwei seiner Bilder in der Ausstellung Der ewige Jude im Deutschen Museum in München herangezogen. Vierzehn dieser entzogenen Werke sind in der Datenbank zum Beschlagnahmeinventar „Entartete Kunst“ der Freien Universität Berlin aufgeführt.

## Werk
Jankel Adler war stark beeinflusst von Pablo Picasso und Fernand Léger. Sein Bildaufbau ist meist streng. Mit Farben und Materialien ging er experimentierfreudig um, er verwandte zum Beispiel Sandbeimischungen. Der Farbauftrag war oft pastös, die Bilderoberflächen bekamen so etwas Sgraffito-artiges. Die Themen seiner Bilder sind oft jüdischen Ursprungs. Er malte auch einige wenige abstrakte Kompositionen.
- Hurenviertel in Berlin (Öl, 1920; im Bestand der Berlinischen Galerie)[6]
- Angelika, 1923, Öl, 106,5 × 58,3 cm[7]
- Künstlereltern, um 1925, Öl[8]
- Bildnis Else Lasker-Schüler, 1924, Öl auf Leinwand, 151 × 75 cm; 1926 durch den Kunstverein Barmen angekauft, 1937 als „entartet“ beschlagnahmt, 1986 vom Von-der-Heydt-Museum Wuppertal zurückgekauft.
- Herr Cleron, der Katzenzüchter, 1925, Öl auf Leinwand, 110,2 × 70,3 cm, 1926 von der Städtischen Kunstsammlung Düsseldorf angekauft, dort 1937 als „entartet“ beschlagnahmt. Emanuel Fohn erwarb das Bild im Tausch und es wurde so Teil der Sammlung Sophie und Emanuel Fohn, welche 1964 das Bild der Bayerischen Staatsgemäldesammlung schenkte. Dort gehört es heute zum Bestand der Pinakothek der Moderne.[9][10]
- Selbstbildnis, um 1926, Mischtechnik auf Leinwand, Von der Heydt-Museum, Wuppertal.[11]

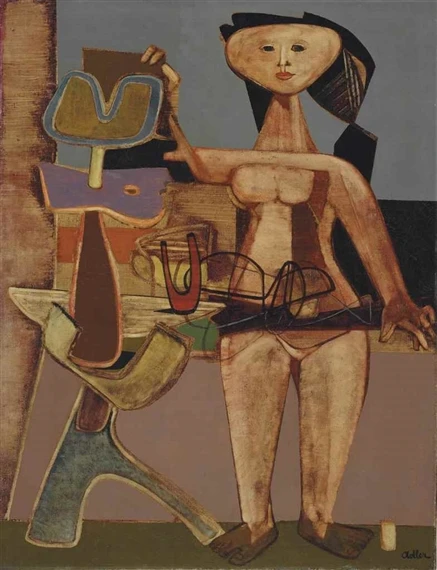
Venus of Kirkcudbright (1943)

- Zwei Mädchen / Mutter und Tochter, 1927, Öl auf Leinwand, 150 × 100 cm; 1929 für die Kunsthalle Mannheim angekauft, dort 1937 als „entartet“ beschlagnahmt, später verkauft, heute Privatbesitz.
- Junger Arbeiter, 1929, Öl, 78 × 130 cm[12]
- Der Geigenspieler, 1928, Öl[7]
- Mandolinenspieler, 1929, Öl auf Leinwand, 166 × 121 cm, wurde 1931 von der Städtischen Kunstsammlung Düsseldorf unter dem Titel Musikanten angekauft und 1937 als „entartet“ nach München gesendet, Standort heute unbekannt.
- Sabbath, 1927–1928, Öl und Sand auf Leinwand, 120 × 110 cm, Jüdisches Museum Berlin.
- Venus von Mallorca, 1933, Öl, 60 × 100 cm[7]
- No Man’s Land, 1943, Öl auf Leinwand, 86 × 111 cm, Tate Collection London, Abbildung
- Venus of Kirkcudbright, 1943, Öl auf Leinwand 110 × 85 cm, Starak Familienstiftung,  Bobrowiecka Warszawa, Polen.[13]
- Treblinka, 1948, Öl, 91,5 × 152,5 cm[12]

### Weitere 1937 als „entartet“ beschlagnahmte Werke (Auswahl)

#### Tafelbilder
- Bildnis des Malers Seiwert
- Jude mit Hahn (1924)
- Der Chassid (1927)
- Herrenbildnis / Dr. Hesse (1932)
- Männliches Bildnis

#### Aquarelle
- Obsthändler (1924)
- Spanierin
- Zitronenstilleben
- Mann und Frau / Szene mit Samowar
- Bildnis Frau Dr. Grubel/Grabel (zerstört)
- Frau mit Kind (zerstört)
- Katze vor dem Spiegel
- Stillleben
- Mädchenkopf

#### Druckgrafik
- Bei der Toilette (Radierung, um 1921)
- Zwei Menschen/Der Besuch (Radierung, 1926)
- Stillleben mit Fisch

#### Zeichnungen
- Bildnis (Tuschpinsel auf Papier, aquarelliert; zerstört)
- Sitzender Jude (Federzeichnung, Tusche)
- Akrobatin

## Postume Ausstellungen
Nach 1945 wurden Arbeiten Adlers auf einer großen Zahl von Ausstellungen, u. a. auch in der Bundesrepublik Deutschland und in der DDR, gezeigt.

### Einzelausstellungen (unvollständig)
- 1955: Wuppertal, Von-der-Heydt-Museum (erste Ausstellung von Werken Adlers in Deutschland)
- 1959: Zürich, Galerie Charles Lienhard
- 1967: Neuß a. Rh.: Clemens Sels Museum
- 1969: Jerusalem, Muzeon Yiśraʾel
- 1969: München, Galerie Wolfgang Ketterer
- 1977: München, Galerie Michael Hasenclever
- 1985: Düsseldorf,  Städtischen Kunsthalle Düsseldorf
- 2009/2010: Düsseldorf, Galerie Remmert und Barth („Jankel Adler im Exil. Arbeiten der Jahre 1933 bis 1949“)
- 2014: Uppingham, Rutland, Goldmark Gallery (“Jankel Adler. The British years”)
- 2018: Wuppertal, Von der Heydt-Museum („Jankel Adler und die Avantgarde. Chagall/Dix/Klee/Picasso“)[14]
- 2022: Wuppertal, Von der Heydt-Museum („Arbeiten auf Papier. Mensch Motiv“)